# 万ケ塚駅
万ケ塚駅（まんがつかえき）は、宮崎県都城市丸谷町にある、九州旅客鉄道（JR九州）吉都線の駅である。

## 歴史
- 1947年（昭和22年）3月1日：開業[1]。
- 1949年（昭和24年）11月1日：車扱貨物の取扱い開始[2]。
- 1962年（昭和37年）9月20日：貨物の取り扱いを廃止[3]。
- 1984年（昭和59年）2月1日：荷物扱い廃止[3]。
- 1985年（昭和60年）3月14日：無人化[4]。
- 1987年（昭和62年）4月1日：国鉄分割民営化により、九州旅客鉄道の駅となる[1]。

## 駅構造

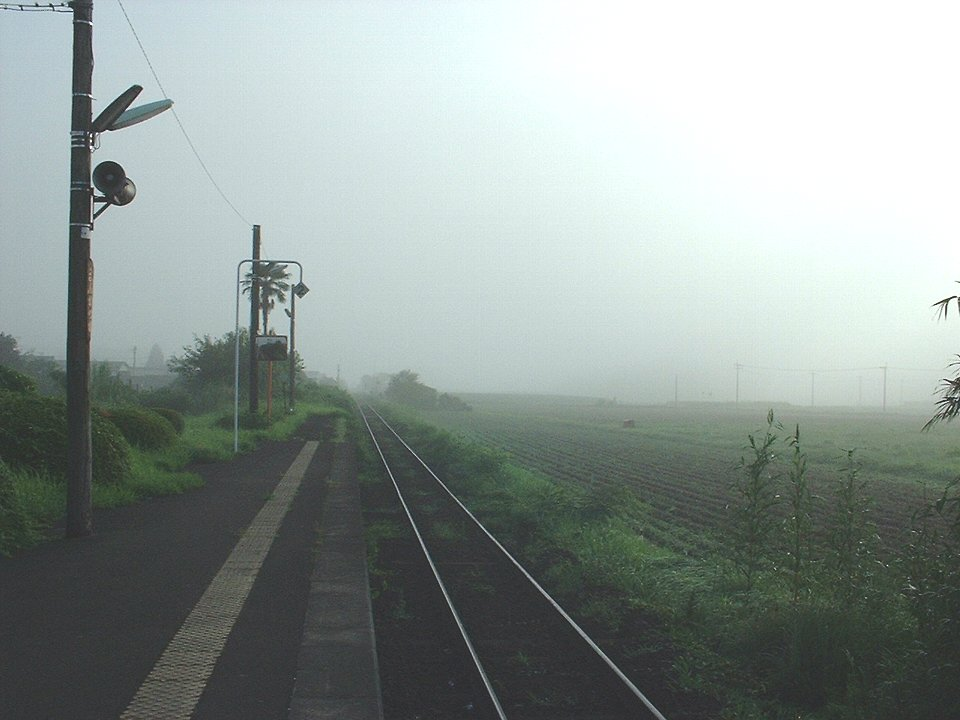
ホーム（2003年8月。朝靄が発生している）

単式ホーム1面1線を有する地上駅。旧駅舎が撤去された跡に待合所がある。無人駅。

## 利用状況
2015年（平成27年）度の1日平均乗車人員は31人である。
近年の1日平均乗車人員は以下の通り。
| 年度   | 1日平均 乗車人員 |
| ------ | ---------------- |
| 1996年 | 90               |
| 1997年 | 86               |
| 1998年 | 87               |
| 1999年 | 78               |
| 2000年 | 90               |
| 2001年 | 100              |
| 2002年 | 93               |
| 2003年 | 72               |
| 2004年 | 61               |
| 2005年 | 52               |
| 2006年 | 54               |
| 2007年 | 44               |
| 2008年 | 39               |
| 2009年 | 40               |
| 2010年 | 44               |
| 2011年 | 38               |
| 2012年 | 28               |
| 2013年 | 23               |
| 2014年 | 30               |
| 2015年 | 31               |

## 駅周辺
- 万ヶ塚簡易郵便局
- 宮崎県立みやざき学園（児童自立支援施設）
- 宮崎県道425号万ヶ塚停車場線
- 高崎観光バス「万ヶ塚駅前」停留所 - 宮崎県道425号線沿い

## 隣の駅
九州旅客鉄道（JR九州）
■吉都線
東高崎駅 - 万ケ塚駅 - 谷頭駅